# Roscoe Tanner
Roscoe Tanner (ur. 15 października 1951 w Chattanoodze w Tennessee) – amerykański tenisista, zwycięzca Australian Open i finalista Wimbledonu, zdobywca Pucharu Davisa.

## Kariera tenisowa
Leworęczny Amerykanin słynął przede wszystkim z potężnego serwisu i ofensywnej gry wolejowej. Umiejętności te zapewniały mu sukcesy na szybkich nawierzchniach, ale Tanner miał problemy z regularnością serwisową, w związku z czym stosunkowo często przegrywał także z niżej notowanymi rywalami. Ze względu na dość monotonny styl gry, oparty na sile serwisu, niechętnie grał z Tannerem Wojciech Fibak. Amerykanin pokonał Polaka m.in. w finale w Filadelfii w 1981, łączny bilans ich pojedynków wyniósł 7:2 na korzyść Tannera, a jedyne zwycięstwa Fibaka miały miejsce na kortach ziemnych.
Tanner rozpoczął karierę od mistrzostwa USA juniorów w 1969, następnie dołożył tytuły mistrza kraju amatorów (1970) i mistrza halowego amatorów (1971), a w 1972 wygrał razem z Sandy Mayerem mistrzostwa międzyuczelniane (Intercollegiate), występując w barwach Stanford University. W połowie lat 70. przebił się do czołówki światowej. W 1972 był po raz pierwszy w ćwierćfinale, a dwa lata później w półfinale US Open. Cztery razy kwalifikował się do turnieju Masters (1976, 1978, 1980, 1982).
Jedyne wielkoszlemowe zwycięstwo odniósł w styczniu 1977, pokonując w finale Australian Open Guillermo Vilasa (rozegraną w grudniu tegoż roku edycję Australian Open wygrał Vitas Gerulaitis). Prawdopodobnie więcej sławy przyniósł mu jednak finał Wimbledonu w 1979, kiedy przegrał po dramatycznej, pięciosetowej walce z Björnem Borgiem. W drodze do finału wimbledońskiego pokonał w 1/8 finału Clerca z Argentyny oraz rodaków Tima Gulliksona (w ćwierćfinale) i Pata Dupre (w półfinale). Przed turniejem nawiązał współpracę z trenerem Dennisem Ralstonem, dzięki któremu gra Tannera stała się bardziej wszechstronna – przede wszystkim Amerykanin poprawił return i bekhend.
W 1975 i 1976 dochodził do półfinałów Wimbledonu, w 1976 eliminując m.in. Connorsa. Na ćwierćfinale kończył wimbledońskie starty w 1980 i 1983. W 1979 był bliski awansu do finału US Open – w ćwierćfinale pokonał Borga, a w półfinale prowadził z Gerulaitisem 2:0 w setach. Ostatni raz grał w ćwierćfinale US Open w 1981.
Wygrał łącznie 16 turniejów singlowych i 13 deblowych. W lipcu 1979 klasyfikowany był jako czwarta rakieta świata. Występował w barwach narodowych w czterech edycjach Pucharu Davisa, przyczyniając się do zdobycia trofeum w 1981. Wprawdzie w finale z Argentyną nie zdobył punktu, przegrywając z José Luisem Clercem i nie kończąc meczu z Guillermo Vilasem (pojedynek nie miał znaczenia dla końcowego rozstrzygnięcia i został przerwany przy stanie 11:10 dla Tannera w pierwszym secie), ale punktował w I rundzie (pokonał Meksykanina Jorge Lozano) i półfinale (pokonał Australijczyków Marka Edmondsona i Petera McNamarę).
Po zakończeniu kariery sportowej Tanner prowadził dość burzliwe życie, które ostatecznie doprowadziło go do konfliktów z prawem. Dwukrotnie się rozwodził, uchylał się od płacenia alimentów, posługiwał się czekiem bez pokrycia. W efekcie w 2003 został skazany na dozór sądowy, a za łamanie ograniczeń z tym związanych otrzymał w styczniu 2006 2-letni wyrok więzienia.

## Finały singlowe w turniejachwielkoszlemowych
- Australian Open 1977 – 6:3, 6:3, 6:3 z Guillermo Vilasem
- Wimbledon 1979 – 7:6, 1:6, 6:3, 3:6, 4:6 z Björnem Borgiem

## Zwycięstwa turniejowe
- gra pojedyncza:
  - 1974 Christchurch, Denver (World Championship Tennis)
  - 1975 Chicago, Las Vegas
  - 1976 Cincinnati, Columbus, San Francisco, Tokio (korty otwarte)
  - 1977 Australian Open, Sydney (korty otwarte)
  - 1978 Nowy Orlean, Palm Springs
  - 1979 Palm Springs, Waszyngton (hala)
  - 1981 Filadelfia
- gra podwójna:
  - 1973 Denver (WCT)
  - 1974 Barcelona (WCT), Denver (WCT), Christchurch, Dżakarta, Maui
  - 1975 Nottingham
  - 1976 Johannesburg (WCT), La Costa, Wembley, Perth, San Francisco
  - 1978 Palm Springs

## Finały turniejowe
- gra pojedyncza:
  - 1972 Albany, Los Angeles (WCT)
  - 1973 Mediolan (WCT)
  - 1974 Columbus, Maui, Palm Desert (WCT)
  - 1975 Charlotte, Los Angeles, St. Louis, St. Petersburg (WCT)
  - 1976 Birmingham, Palm Springs, South Orange, Wembley
  - 1977 South Orange
  - 1978 Filadelfia (WCT)
  - 1979 Cincinnati, Nowy Orlean, Wimbledon
  - 1980 Richmond (WCT)
  - 1981 Bristol, Memphis, Sydney (hala)
  - 1982 La Costa (WCT)
- gra podwójna:
  - 1971 Columbus, Cincinnati
  - 1973 Houston (WCT), Londyn (WCT), Paryż (hala), Waszyngton (WCT)
  - 1974 Bolonia (WCT), Houston
  - 1975 La Costa (WCT), St. Petersburg (WCT), Sztokholm
  - 1976 Memphis (WCT), Maui
  - 1977 Cincinnati, Hongkong, Palm Springs
  - 1980 Manchester